# Petruškin akord
Petruškin akord je bikord, ki ga je Igor Stravinski uporabljal v istoimenskem baletu (Petruška) in z njim predstavljal lutko. Sestavljen je iz dveh durovih trizvokov polarnih tonalitet (oddaljenih za tritonus): C-dur in Fis-dur.